# Thomas Lyttelton (4e baronnet)
Thomas Lyttelton, 4e baronnet de Frankley, dans le comté de Worcester (1686 - 14 septembre 1751), est un propriétaire britannique et un homme politique whig qui siège à la Chambre des communes de 1721 à 1741. Il occupe le poste de Lord de l'amirauté de 1727 à 1741.

## Biographie
Il est le seul fils survivant de Charles Lyttelton (3e baronnet), de Frankley, dans le comté de Worcester, député, et de son épouse Anne Temple, fille de Thomas Temple de Frankton, Warwickshire. Il épouse Christian Temple, fille de Richard Temple (3e baronnet) de Stowe House, le 8 mai 1708. À la mort de son père en 1716, il hérite des domaines et du titre de baronnet de la famille Lyttelton à Frankley, Halesowen, Hagley et Upper Arley.
Il est élu député du Worcestershire lors d'une élection partielle le 6 mars 1721. Il est réélu lors de l'élection générale britannique de 1727 et nommé l'un des Lords de l'amirauté en 1727, occupant ce poste jusqu'en 1741. Il décide de ne pas se représenter pour le Worcestershire aux élections générales britanniques de 1734 et est présenté pour Camelford par son gendre Thomas Pitt. Il ne se présente pas aux élections générales britanniques de 1741.
Il décède le 14 septembre 1751, laissant six fils et six filles. Son fils aîné, George Lyttelton lui succède. Son deuxième fils est Charles Lyttelton (évêque), évêque de Carlisle et antiquaire. Son quatrième fils est le lieutenant général Richard Lyttelton. Son cinquième fils, William Lyttelton (1er baron Lyttelton) succède au 7e baronnet et est créé en 1776, Lord Westcote (titre irlandais), puis baron Lyttelton en 1794. Sa fille Christian épouse Thomas Pitt de Boconnoc, député.
Le beau-frère de Lyttelton, Richard Temple (1er vicomte Cobham) est créé vicomte avec un reliquat spécial (à défaut de ses propres héritiers) pour sa sœur Christian et de ses héritiers.